# Macchia d'Isernia
Macchia d'Isernia là một đô thị ở tỉnh Isernia trong vùng Molise, có cự ly khoảng 40 km về phía tây của Campobasso và khoảng 7 km về phía tây nam của Isernia. Tại thời điểm ngày 31 tháng 12 năm 2004, đô thị này có dân số 930 và diện tích là 17,9 km².
Macchia d'Isernia giáp các đô thị: Colli a Volturno, Fornelli, Isernia, Monteroduni, Sant'Agapito.